# Progetto Orione
Il Progetto Orione è un progetto che ebbe inizio nel 1958 a cura del fisico nucleare Ted Taylor e di Freeman Dyson e che aveva lo scopo di creare un razzo a propulsione nucleare ad impulso che avrebbe dovuto equipaggiare un'astronave in grado di raggiungere Marte e Plutone in breve tempo.
In seguito a vari test nell'atmosfera avvenuti in quel periodo, il progetto fu cancellato nella prima metà degli anni '60, quando furono proibiti tutti i test nucleari nell'atmosfera.